# Technomyrmex pratensis
Technomyrmex pratensis är en myrart som först beskrevs av Smith 1860.  Technomyrmex pratensis ingår i släktet Technomyrmex och familjen myror. Inga underarter finns listade i Catalogue of Life.